# Tomasz Madras
Tomasz Stefan Madras (ur. 28 stycznia 1983 w Białymstoku) – polski samorządowiec, politolog, doktor nauk społecznych, w latach 2020–2023 wicewojewoda podlaski.

## Życiorys
Ukończył studia politologiczne na Uniwersytecie Warszawskim (2007). W 2015 uzyskał na Wydziale Dziennikarstwa i Nauk Politycznych UW doktorat z nauk społecznych (specjalność nauki o polityce) na podstawie pracy napisanej pod kierunkiem Krzysztofa Pielińskiego pt. „Konserwatyzm romantyczny Benjamina Disraelego”. Został adiunktem na Wydziale Inżynierii Zarządzania Politechniki Białostockiej. Działał w Akcji Katolickiej (m.in. jako parafialny lider) i w lokalnych strukturach Związku Harcerstwa Rzeczypospolitej. W 2010 należał do założycieli Ruchu Społecznego im. Prezydenta Lecha Kaczyńskiego w Białymstoku.
W 2002 zaangażował się w działalność polityczną w ramach Prawa i Sprawiedliwości, został członkiem władz partii w mieście i województwie. W 2006, 2010 i 2014 uzyskiwał mandat radnego miejskiego w Białymstoku. W 2018 bez powodzenia ubiegał się o reelekcję, a w 2019 – o mandat poselski. Od 2016 do 2019 był pełnomocnikiem wojewody podlaskiego ds. rozwoju społeczeństwa obywatelskiego, kierował też gabinetem ministra edukacji narodowej Dariusza Piontkowskiego. Był członkiem rady Fundacji Rozwoju Systemu Edukacji.
3 stycznia 2020 powołany na stanowisko pierwszego wicewojewody podlaskiego. W grudniu 2023 zakończył pełnienie funkcji wicewojewody. W 2024 wybrany do sejmiku podlaskiego.
Odznaczony Brązowym Krzyżem Zasługi (2018). 

## Życie prywatne
Żonaty, ma troje dzieci.